# Laguna de Fúquene
La laguna de Fúquene es un cuerpo de agua dulce situado en la localidad de Fúquene, entre los departamentos de Cundinamarca y Boyacá, al este de los Andes colombianos, a una altitud de 2.540 metros, y a una distancia de unos 80 km de la ciudad de Bogotá. 
Posee numerosas islas, una de ellas fue santuario de los muiscas; además, existían varios adoratorios atendidos por cien sacerdotes, así como un templo que seguramente fue erigido a Fu, un dios con cabeza y cola de zorro y figura humana que personificaba al demonio. Según cuenta la leyenda, oculto bajo las aguas y dispuesto a defender de los muzos, sus dominios en el valle de Ubaté y Chiquinquirá, permanece Fu, el dios tutelar de las aguas de esta laguna.
Numerosas familias, pescadores y artesanos dedicados a la fabricación de cestas dependen directamente de la laguna. El volumen de agua de la laguna descendió un metro entre la década de 1970 y la primera década del siglo XXI, debido principalmente a extracción indiscriminada de agua para el regadío. Además, unas 6.700 toneladas de sedimentos se depositan cada año en esta laguna. Otros problemas son la eutrofización de las aguas, así como la propagación descontrolada del jacinto de agua, introducido artificialmente. La caza incontrolada de las aves acuáticas es otro problema importante.
La laguna es alimentada por el río Ubaté y desalimentada por el río Suárez.

## Historia reciente

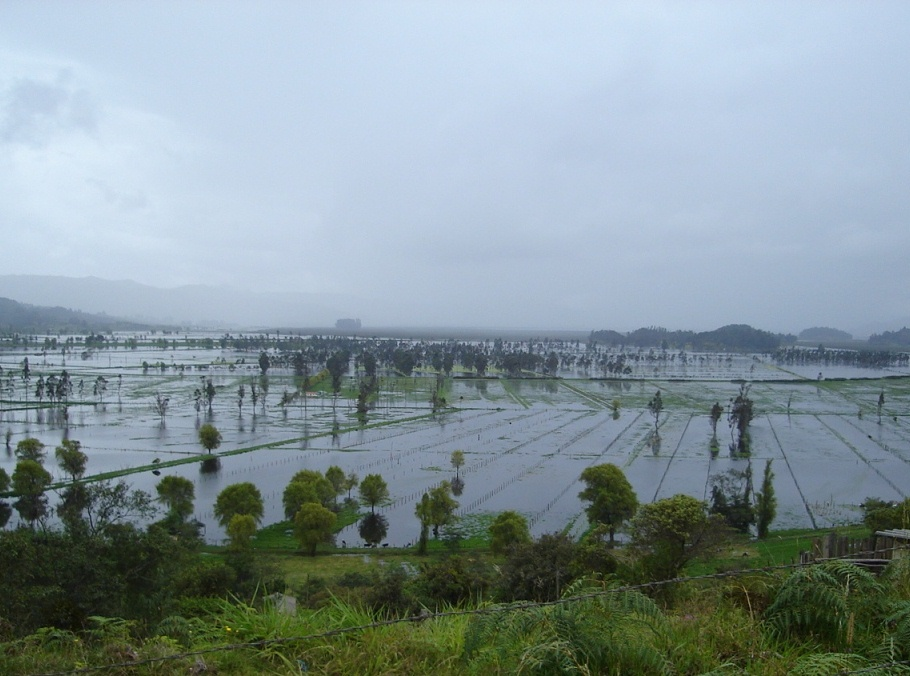
Inundaciones de la laguna de Fúquene en 2006

Instaurada la República, el general Simón Bolívar realizó varias concesiones para la explotación de las riquezas naturales de la Gran Colombia. Es así como en 1826, le otorga al empresario José Ignacio París Ricaurte la propiedad de la laguna siempre y cuando desarrollara en ella labores de desecamiento. Como esta labor no se llevó a cabo, la laguna continuó bajo propiedad del Estado hasta 1846, año en el cual, por decreto presidencial, el general Tomás Cipriano de Mosquera la entrega como recompensa prestada a sus servicios a la independencia del país a los generales Valerio Barriga, Pedro Alcántara Herrán, Francisco Urdaneta y Joaquín París Ricaurte. En 1851, el señor Camilo Sarmiento compra las partes de Mosquera, Barriga y Herrán. En 1852, José Henrique París Prieto adquiere la propiedad completa al comprar las porciones de Sarmiento y del general París, época en la cual la laguna comprendía 6.600 hectáreas. París intentó secar la laguna mediante la construcción del canal París destinado a acelerar la salida de agua. La obra no se culminó por la temprana muerte de París en 1864, pasando la propiedad a su esposa e hijos, quienes no adelantaron las labores y la venden en 1878 al abogado José María Saravia Ferro. A la muerte de Saravia, su viuda vendió en 1886 la laguna al rico hacendado Aurelio París Sanz de Santamaría quien falleció en 1899, quedando la laguna en manos de una de sus hijas, Mercedes París de Esguerra Mayne, persona que la vendió en 1926 a los empresarios Manuel Mejía, Francisco Laserna, Danilo Porras y Félix Salazar, quienes amasaron grandes fortunas al lograr reducir la laguna de manera significativa e inclusive fundar un municipio en antiguos terrenos cubiertos por agua. 
En 1936, la laguna se convirtió en triste escenario de la tragedia de Fúquene, que cobró la vida de prestantes miembros de la sociedad colombiana que asistían a un concurso de regatas.
Desde 1999, el gobierno ha venido deteniendo el proceso de invasión de la zona y procura desde entonces salvar el reducto que sobrevive de la laguna original.
En 2006 el gobierno de Colombia declaró la emergencia ambiental en la laguna de Fúquene, para atender la emergencia ocasionada al inundarse 2000 ha aledañas. Por el desbordamiento resultaron afectados los municipios de Fúquene, Guachetá, San Miguel de Sema, Susa, Simijaca, Cucunubá, Ubaté y Lenguazaque. El territorio afectado está dedicado principalmente a la ganadería. Básicamente la laguna anegó terrenos que hacían parte de la misma y fueron desecados para crear dedicarlos a la ganadería.